# サーラ・バガンツァ
サーラ・バガンツァ（伊: Sala Baganza）は、イタリア共和国エミリア＝ロマーニャ州パルマ県にある、人口約5,900人の基礎自治体（コムーネ）。

## 地理

### 位置・広がり

#### 隣接コムーネ
隣接するコムーネは以下の通り。
- カレスターノ
- コッレッキオ
- フェリーノ
- フォルノーヴォ・ディ・ターロ
- パルマ
- テレンツォ

### 気候分類・地震分類
サーラ・バガンツァにおけるイタリアの気候分類 (it) および度日は、zona E, 2664 GGである。
また、イタリアの地震リスク階級 (it) では、zona 3 (sismicità bassa) に分類される。

## 行政

### 分離集落
サーラ・バガンツァには、以下の分離集落（フラツィオーネ）がある。
- Case Marconi, Casino de' Boschi, Castellaro, Limido, Maiatico, San Vitale Baganza, Segalara, Talignano